# Electric Fire Tour
Electric Fire Tour – druga solowa trasa koncertowa perkusisty zespołu Queen, Rogera Taylora, obejmująca tylko Anglię, w jej trakcie odbyło się osiemnaście koncertów.
1. 24 września 1998 – Surrey, Cosford Hill
2. 14 października 1998 – Londyn, Shepherd’s Bush Empire
3. 15 marca 1999 – Gloucester, Guildhall
4. 16 marca 1999 – Cardiff, The Coal Exchange
5. 18 marca 1999 – Truro, The Hall Cornwall
6. 19 marca 1999 – Stoke-on-Trent, The Stage
7. 20 marca 1999 – Manchester, Manchester University
8. 21 marca 1999 – Sheffield, The Leadmill
9. 23 marca 1999 – Glasgow, The Garage
10. 24 marca 1999 – Edynburg, The Liquid Rooms
11. 25 marca 1999 – Newcastle, Riverside
12. 27 marca 1999 – Liverpool, Liverpool L2
13. 28 marca 1999 – Cambridge, The Junction
14. 29 marca 1999 – Norwich, The Waterfront
15. 30 marca 1999 – Wolverhampton, Wulfrun Hall
16. 31 marca 1999 – Nottingham, Rock City
17. 2 kwietnia 1999 – Portsmouth, Pyramid Centre
18. 3 kwietnia 1999 – Londyn, Astoria Theatre